# Бьянко, Мабель
Мабель Бьянко (р. 1941) — аргентинский врач, посвятившая себя борьбе за доступ женщин к улучшенным услугам здравоохранения и половому воспитанию. В 1989 году она основала Фонд исследований и исследований женщин и продолжала исполнять обязанности его президента. Она была активистом в Латинской Америке и во всем мире, представляя политику, направленную на борьбу с раком груди, ВИЧ / СПИДом, репродуктивными правами и гендерной реформой в ООН.

## Ранняя жизнь
Бьянко родился в Буэнос-Айресе в 1941 году. В 1958—1964 годах изучала медицину в Университете Сальвадора., получил степень магистра общественного здравоохранения в Колумбийском Университете дель Валле в 1968 году и специализировался на эпидемиологии и медицинской статистике в Лондонской школе гигиены и тропиков. Медицина (1971—1972).

## Карьера
После преподавания в школе общественного здравоохранения Университета Буэнос-Айреса (1972—1976), она в 1981 году создала Центр эпидемиологических исследований (Centro de Investigaciones Epidemiológicas) при Национальной медицинской академии.
Работая советником в Министерстве здравоохранения Аргентины с 1983 года, она создала программу «Женщины, здоровье и развитие» и помогла ратифицировать Конвенцию о ликвидации всех форм дискриминации в отношении женщин. Она способствовала исследованию материнской смертности, которое показало, что в отсутствие планирования семьи бедные женщины рискуют сделать беспризорные аборты. После смены правительства в 1989 году Бьянко покинула министерство здравоохранения. В том же году она основала FEIM, чтобы продвигать репродуктивные права женщин как средство улучшения доступа к безопасным абортам. Несмотря на конкретные улучшения, в большинстве случаев аборты в Аргентине оставались незаконными.
На международном уровне в 1985 году она была делегатом Всемирной конференции по положению женщин в Найроби и с тех пор является членом правления ПАОЗ, ВОЗ, ЮНИСЕФ, ЮНИФЕМ и ЮНФПА. Она также участвовала в Международной конференции по народонаселению и развитию в Каире в 1994 году, Саммите ООН «Земля» в 1992 году в Рио-де-Жанейро, Всемирной конференции по положению женщин в 1995 году в Пекине и Всемирном саммите ООН по социальному развитию в 1995 году в Копенгагене. Она была пионером в исследованиях по профилактике ВИЧ и СПИДа, участвовала в создании ЮНЭЙДС в 1994 году.
Бьянко возглавляла аргентинскую программу по ВИЧ / СПИДу (2001—2002 гг.) и участвовал в Проекте по борьбе со СПИДом и ЗППП (LUSIDA), финансируемом Всемирным банком. В 2012 году она создала и возглавила Комитет НПО по положению женщин из Латинской Америки и Карибского бассейна. Она также создала и возглавила ряд других групп, в том числе Аргентинскую сеть женского здоровья HERA (Здоровье, расширение прав и возможностей, права и подотчетность).

## Награды
Среди множества наград и отличий, полученных Мабель Бьянко, следующие:
- 2011: выбрана Newsweek как «одна из 150 женщин, потрясших мир».
- 2011: Организация Women Deliver признала Бьянко «одной из самых вдохновляющих людей, помогающих девочкам и женщинам».
- 2013: награда «Достоинство 2013» от Постоянной ассамблеи Аргентины по правам человека (APDH)
- 2017: «Выдающаяся женщина», Комитет НПО по положению женщин[9]
- 2019: Одна из «100 вдохновляющих и влиятельных женщин со всего мира на 2019 год» BBC